# Statuia „Fată la mare” din Mamaia
Statuia „Fată la mare” este un monument istoric situat în stațiunea Mamaia. Figurează pe noua listă a monumentelor istorice sub codul LMI: CT-III-m-B-02944.

## Imagini

## Istoric și trăsături
Statuia „Fată la mare” este amplasată lângă Hotel „Central", pe spațiul verde, spre Promenadă. Autor este sculptorul Cornel Medrea în anul 1961.